# Jorma Saarinen
Jorma Saarinen (né le 19 mai 1929 en Finlande et mort le 6 décembre 1950 d'un accident de voiture) est un joueur de football finlandais, qui jouait en tant qu'attaquant.
Il est connu pour avoir terminé meilleur buteur du championnat de Finlande lors de la saison 1950 avec quinze buts (à égalité avec le joueur Yrjö Asikainen).

## Palmarès
Vaasan Palloseura
- Championnat de Finlande (1) :
  - Vainqueur : 1948.